# Divize B 2016/2017
V soubojích 52. ročníku České divize B 2016/17 se utkalo 16 týmů dvoukolovým systémem podzim – jaro. Tento ročník odstartoval v sobotu 13. srpna 2016 úvodními čtyřmi zápasy 1. kola  a skončil v neděli 18. června 2017.

## Nové týmy v sezoně 2016/17
- Z ČFL 2015/16 sestoupil tým SK Sokol Brozany.
- Z ČFL měl také sestoupi tým FK Baník Most 1909, ten ale ukončil činnost a soutěž převedl na MFK
- Z krajských přeborů postoupila tato mužstva: Sokol Hostouň a Slovan Velvary ze Středočeského přeboru, a dále SK Štětí z Ústeckého přeboru.
- Celek FC Nový Bor byl přeřazen z Divize C.

## Kluby podle přeborů
- Ústecký (5): SK Sokol Brozany, Mostecký FK, FC Chomutov, FK Baník Souš, SK Štětí.
- Liberecký (1): FC Nový Bor.
- Středočeský (9): FK Neratovice-Byškovice, TJ Tatran Rakovník, SK Český Brod, SK Kladno, TJ Sokol Libiš, SK Polaban Nymburk, SK Úvaly, Sokol Hostouň, TJ Slovan Velvary.
- Praha (1): FK Meteor Praha VIII.

## Konečná tabulka soutěže
| Poř. | Tým                     | Z  | V  | VP | PP | P  | VG | OG | B  |
| ---- | ----------------------- | -- | -- | -- | -- | -- | -- | -- | -- |
| 1.   | SK Sokol Brozany (S)    | 30 | 20 | 6  | 2  | 2  | 73 | 28 | 74 |
| 2.   | SK Polaban Nymburk      | 30 | 18 | 4  | 5  | 3  | 65 | 29 | 67 |
| 3.   | SK Český Brod           | 30 | 16 | 3  | 5  | 6  | 58 | 31 | 59 |
| 4.   | FK Baník Souš           | 30 | 15 | 3  | 3  | 9  | 51 | 38 | 54 |
| 5.   | SK Kladno               | 30 | 14 | 4  | 2  | 10 | 54 | 43 | 52 |
| 6.   | FK Neratovice-Byškovice | 30 | 12 | 6  | 2  | 10 | 35 | 36 | 50 |
| 7.   | TJ Slovan Velvary (N)   | 30 | 12 | 3  | 4  | 11 | 47 | 42 | 46 |
| 8.   | FK Meteor Praha VIII    | 30 | 12 | 4  | 1  | 13 | 48 | 42 | 45 |
| 9.   | FC Nový Bor             | 30 | 8  | 7  | 3  | 12 | 35 | 54 | 41 |
| 10.  | FC Chomutov             | 30 | 12 | 2  | 2  | 14 | 40 | 42 | 39 |
| 11.  | TJ Tatran Rakovník      | 30 | 10 | 3  | 3  | 14 | 38 | 45 | 39 |
| 12.  | SK Úvaly                | 30 | 9  | 4  | 2  | 15 | 27 | 39 | 37 |
| 13.  | Sokol Hostouň (N)       | 30 | 10 | 2  | 3  | 15 | 41 | 47 | 37 |
| 14.  | Mostecký FK (N)         | 30 | 8  | 1  | 6  | 15 | 42 | 68 | 32 |
| 15.  | SK Štětí (N)            | 30 | 8  | 1  | 6  | 15 | 35 | 72 | 26 |
| 16.  | Sokol Libiš             | 30 | 2  | 3  | 7  | 18 | 27 | 60 | 19 |

Poznámky:
- Z = Odehrané zápasy; V = Vítězství; R = Remízy; P = Prohry; VG = Vstřelené góly; OG = Obdržené góly; B = Body

|  | Postup do ČFL                           |
|  | Sestup do příslušného krajského přeboru |